# Isidiella divitella
Isidiella divitella ist ein Schmetterling (Nachtfalter) aus der Familie der Prachtfalter (Cosmopterigidae).

## Merkmale
Die Falter erreichen eine Flügelspannweite von 8,5 bis 12,5 Millimeter. Der Kopf glänzt weiß. Die Fühler glänzen braun und sind in der zweiten Hälfte undeutlich weiß geringelt. Der Thorax glänzt weiß und an den Seiten golden. Die Tegulae glänzen golden und sind hinten weiß gesäumt. Die Vorderflügel glänzen golden und sind an der Costalader goldbraun. Zwischen Analfalte und Flügelinnenrand verläuft ein undeutlicher goldbrauner Basalstrich. Die übrige Flügelzeichnung ist weitgehend mit Isidiella nickerlii identisch, allerdings treten die Costalstriche deutlicher hervor und die erhabenen, fahl goldenen Flecke sind kleiner. Der Apikalfleck ist weiß.
Die Genitalarmatur der Männchen ähnelt der von Isidiella nickerli, die Valven sind aber schlanker, die rechte Valvella ist kürzer und breiter. Der Durchmesser des Ductus ejaculatoris an der Einmündung zum Aedeagus ist halb so groß wie der größte Durchmesser des bauchigen Teils des Aedeagus.
Die Genitalarmatur der Weibchen ähnelt der von Isidiella nickerli, unterscheidet sich aber durch das nur dünn sklerotisierte hintere Ende des Ostiums und die undeutliche hintere Sklerotisierung des 7. Sternits. Der Ductus bursae ist kürzer als das Corpus bursae.

### Ähnliche Arten
Die beiden deutlichsten Unterschiede von Isidiella divitella zu Isidiella nickerlii sind der weiße Kopf und der breite weiße Dorsalstrich auf dem Thorax.

## Verbreitung
Isidiella divitella ist im westlichen Mittelmeerraum (Südfrankreich, Korsika, Sardinien, Spanien, Portugal) beheimatet.

## Biologie
Die Raupen entwickeln sich an Italienischer Strohblume (Helichrysum italicum), Mittelmeer-Strohblume (Helichrysum stoechas) und Heiligenkraut (Santolina). An einem Stängel befestigen sie einen kugelförmigen Kokon, von dem sich Gespinströhren zu benachbarten Blättern erstrecken, in denen die Raupen minieren. Der Kokon hat das Aussehen einer Pflanzengalle und ist außen mit Pflanzenhaaren bedeckt. Er dient während der Fresspausen als Versteck und die erwachsenen Raupen verpuppen sich darin. Die Falter fliegen von Juni bis August.

## Systematik
Es sind folgende Synonyme bekannt:
- Stagmatophora divitella Constant, 1885
- Stagmatophora nickerli tyrrhenica Hartig & Amsel, 1939

## Belege
1. 1 2 3 4 5 6 7  J. C. Koster, S. Yu. Sinev: Momphidae, Batrachedridae, Stathmopodidae, Agonoxenidae, Cosmopterigidae, Chrysopeleiidae. In: P. Huemer, O. Karsholt, L. Lyneborg (Hrsg.): Microlepidoptera of Europe. 1. Auflage. Band 5. Apollo Books, Stenstrup 2003, ISBN 87-88757-66-8, S. 150 (englisch).
2. ↑  Leafminers of Europe. Isidiella divitella (Constant, 1885). Willem N. Ellis, abgerufen am 19. Juni 2025 (englisch).
3. ↑  Isidiella divitella bei Fauna Europaea. Archiviert vom Original im Internet Archive. Abgerufen am 27. Februar 2012